# GRIN2B
GRIN2B (англ. Glutamate receptor, ionotropic, N-methyl D-aspartate 2B) — ген, кодирующий NR2B-субъединицу глутаматного NMDA-рецептора. Наряду с NR2B, в сборке рецептора участвуют субъединицы других подтипов.

## Клиническое значение
В ходе нескольких исследований отмечена возможная связь вариаций гена GRIN2B с развитием шизофрении.
Субъединица NR2B участвует в механизмах и памяти, и хронической боли.
Предполагается возможная роль NR2B-антагонистов в терапии алкоголизма.
Антитела к NR2B и другим субъединицам рецептора вызывают анти-NMDA-рецепторный энцефалит, заболевание, открытое в 2007 году.